# Oudenbossche Harmonie
De Oudenbossche Harmonie is een harmonieorkest uit Oudenbosch, sinds 1997 deelgemeente van Halderberge in de provincie Noord-Brabant. De vereniging is onderscheiden met de Koninklijke Erepenning.

## Historie
De oorsprong van de harmonie gaat terug tot de tijd waarin de eerste harmonie- en fanfaregezelschappen ontstonden, begin negentiende eeuw. Na het vertrek van de  Franse garnizoenen waren er ook geen Franse muziekkorpsen meer. De bevolking miste hun muzikale aanwezigheid en ging zelf aan de gang om muziek te maken. Een van de eerste harmonieën werd in 1832 opgericht in het nabij gelegen Roosendaal: Eendracht en Tevredenheid. In Oudenbosch werd in 1834 het vergelijkbare ensemble Eendracht opgericht. Daarmee bezit deze plaats een van de oudste muziekkorpsen van Noord-Brabant.

## Harmonie Eendracht
Uit de beginperiode van de Oudenbossche harmonie zijn geen papieren bewaard gebleven waardoor over het ontstaan niet alles met zekerheid bekend is. Vaak wordt pastoor Hellemons, die in 1834 als kapelaan in Oudenbosch werd benoemd, aangewezen als stichter van de harmonie. Hij is echter in oktober van dat jaar in Oudenbosch gekomen, terwijl Eendracht volgens de traditie op 29 september 1834 is opgericht. Eendracht heeft hoe dan ook spoedig van pastoor Hellemons flinke steun ontvangen. Een muziekgezelschap had zeker zijn bijzondere belangstelling aangezien hij zelf zeer muzikaal was. Zo is hij componist van menig lofzang. De harmonie zette hij in om kerkelijke plechtigheden op te luisteren: de koorzang werd begeleid door een orkest dat uit de harmonie was gevormd. Toen Oudenbosch in de jaren tachtig van die eeuw de Basiliek van de H.H. Agatha en Barbara kreeg, werden de koorwerken vaak uitgevoerd in de ommegang van de koepel.

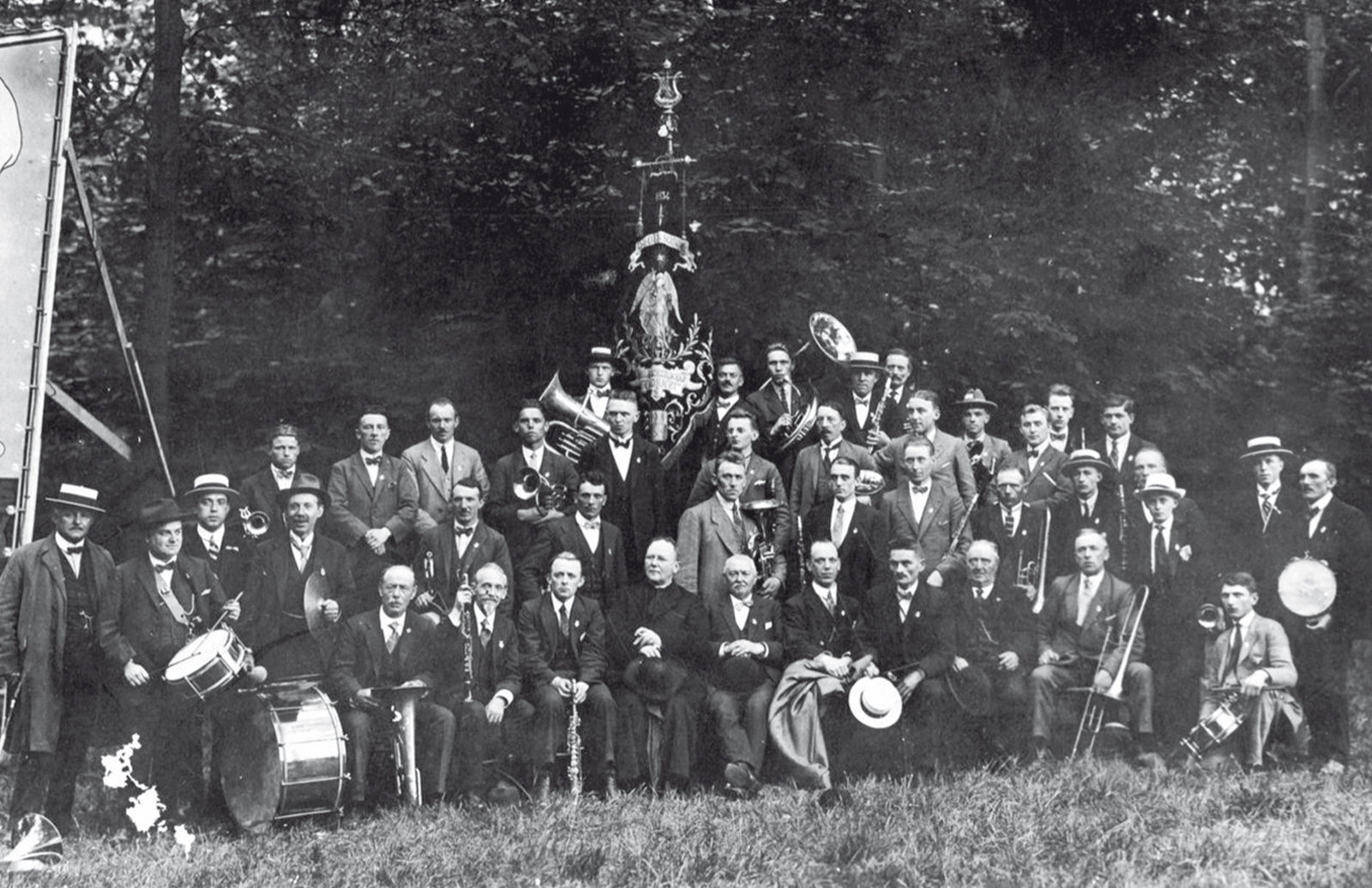
Foto van "Eendracht" ter gelegenheid van het 90-jarig bestaan in 1924

De eerste huisvesting vond Eendracht in café Hof van Holland in de Fenkelstraat. Later trok men naar Café Oost-Indië in de Polderstraat (dat rond 1950 is afgebroken voor de aanleg van de Julianastraat). In 1887 werd door het kerkbestuur de oude gemeenteschool op de hoek van het Doelpad en de Meesterstraat (thans Past. Hellemonsstraat) aangekocht en verhuurd aan de harmonie. Op kosten van de Eendracht werd de school verbouwd tot een concertzaal. Gezelligheid en vermaak stonden voorop; het musiceren kwam op de tweede plaats. Directeur was in die tijd François de Nijs, die tevens voorzitter, directeur en organist van het parochiële zangkoor was. Deze musicus heeft bijna vijftig jaar de harmonie geleid en vele muzikanten weten te kweken.
Als Eendracht uitrukte waren alle leden gekleed in een zwart kostuum met hoge hoed. Het deftige zwart is tot de mobilisatie van 1914 - 1918 in gebruik gebleven. Aan concoursen werd nog niet deelgenomen, maar elk plaatselijk feest werd opgeluisterd met het optreden van de harmonie. Een hoogtepunt in deze periode was de onthulling van het zoeavenmonument op zondag 26 november 1911.  
Dit monument is opgericht ter nagedachtenis aan “Neerlands Katholieke Zonen” die als bloedgetuigen  waren gevallen in de verschillende gevechten tijdens de strijd in 1870 tussen de Pauselijke Staat onder Paus Pius IX en het koninkrijk Italië.
Na de moeilijke mobilisatietijd (1914-1918), waarin het bestaan van de harmonie aan een zijden draadje hing, nam de Oudenbossche musicus J.M. van den Berghe als directeur de leiding op zich en bracht nieuw leven in de brouwerij. Niet de gezelligheid maar de muziek kwam voortaan op de eerste plaats. Men ging deelnemen aan concoursen en onder de bekwame leiding van hun dirigent behaalden de Oudenbosschenaren menig succes. In 1939 zegevierde Eendracht in Wechelderzande (België). Met een eerste prijs in de Ere Afdeling en een medaille van Koning Leopold keerde men terug in Oudenbosch.
Intussen had de harmonie in 1934 op grootse wijze haar 100-jarig  bestaan gevierd. In hetzelfde jaar werd afscheid genomen van de oude harmoniezaal en verhuisde men naar het nieuwe verenigingsgebouw Fidei et Arti.

## Harmonie Philocalia

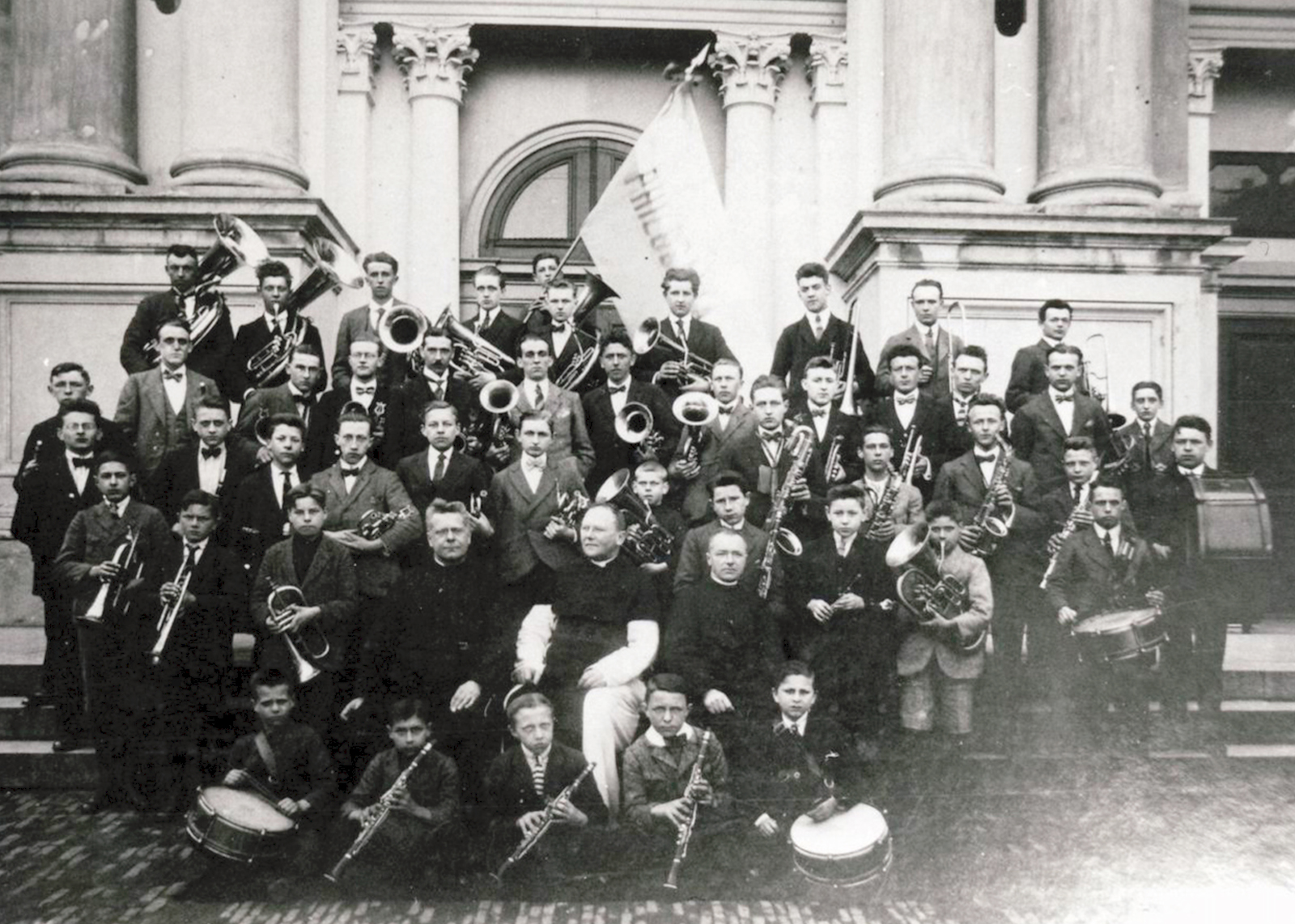
Muziekvereniging "Philocalia" uit Oudenbosch omstreeks 1935

In het verenigingsgebouw Fidei et Arti nam ook de harmonie Philocalia zijn intrek. Dit muziekgezelschap was in 1918 als jeugdkorps opgericht door pastoor De Wit , die de beoefening van de muziek wilde bevorderen als de beste vorm van vrijetijdsbesteding. Hij financierde de aanschaffing van instrumenten en vond broeder Justinus van Meel bereid de directie te voeren. Tezamen met broeder Gijsbrecht kweekte hij bekwame muzikanten. Aanvankelijk was Philocalia bestemd als een opleidingsinstituut voor de Eendracht. Dit is het echter niet geworden, de jeugdige harmonie bleef zelfstandig. Voor een deskundige opbouw van het korps werd in de heer A. de Groot uit Tilburg een vakman gevonden. Op concoursen werd succes op succes gehaald. Stimulerend werkte ook het voorzitterschap van Alphons van der Bom, die als ervaren zakenman Philocalia een gezonde financiële basis wist te verschaffen. Hij bezorgde het gezelschap een voorkorps; ook wel tamboerkorps genoemd.
Hoogtepunt binnen alle activiteiten vormde de deelname aan de landstormdag op Houtrust in Den Haag (27 september 1928) , waar gedefileerd werd voor koningin Wilhelmina.
De dirigent de heer De Groot werd in 1936 opgevolgd door dirigent de heer A. Somers uit Roosendaal.

## Oudenbossche Harmonie

### 1940 - 1950
Intussen was er rivaliteit tussen de twee Oudenbossche harmonieën ontstaan. Maar op den duur kwam het inzicht dat een samengaan raadzaam was en tot hogere prestaties zou kunnen leiden. Pastoor Dirckx  - opvolger van pastoor De Wit - heeft als geestelijk adviseur aangedrongen op deze fusie. Op 23 juli 1940 kwam de fusie tot stand: Vereniging Oudenbossche Harmonie werd de nieuwe naam. Alphons van der Bom werd voorzitter en Antoon Keij vicevoorzitter. Jan Karremans werd secretaris en P. de Wild penningmeester. De overige bestuursleden waren: Ant. Mol, Th. van de Oudenhoven en L. Janssen. A. Somers werd directeur.
Het eerste jaar van haar bestaan kon men nog wel functioneren, maar in het oorlogsjaar 1942 werden kort na het traditionele jaarfeest de activiteiten gestaakt. De harmonie weigerde zich aan te sluiten bij de Nederlandsche Kultuurkamer, een instituut waarmee de Duitse bezetter het culturele leven in zijn greep probeerde te krijgen. Uit de overlevering blijkt dat men de instrumenten onder andere verstopte op de zolder van de pastorie. Direct na de bevrijding van Zuidwest Nederland in 1944 werden de activiteiten weer opgepakt. Directeur Somers was om het leven gekomen bij het bombardement dat Roosendaal trof op 31 mei 1944 en Anton Koene nam tijdelijk de leiding over. De heer C. Peels uit Breda werd rond 13 januari 1945 tot directeur benoemd. Ook de toneelafdeling van de Oudenbossche Harmonie hervatte haar activiteiten.
Op 10 november 1945 overleed vicevoorzitter Antoon Keij, componist van onder meer 'Eendrachts Feestmarsch' (1929). De harmonie kwam spoedig weer op een hoog peil. In 1949 nam men deel aan een concours te Roosendaal en behaalde daar met 353 punten een eerste prijs in de Eerste Afdeling met het hoogste aantal in die afdeling.

### 1950 - 1975
Sinds 1 november 1949 was Ad van de Berghe de dirigent. Onder zijn leiding ging het verder opwaarts. Dit leidde in 1952 tot een promotie in de afdeling uitmuntendheid.

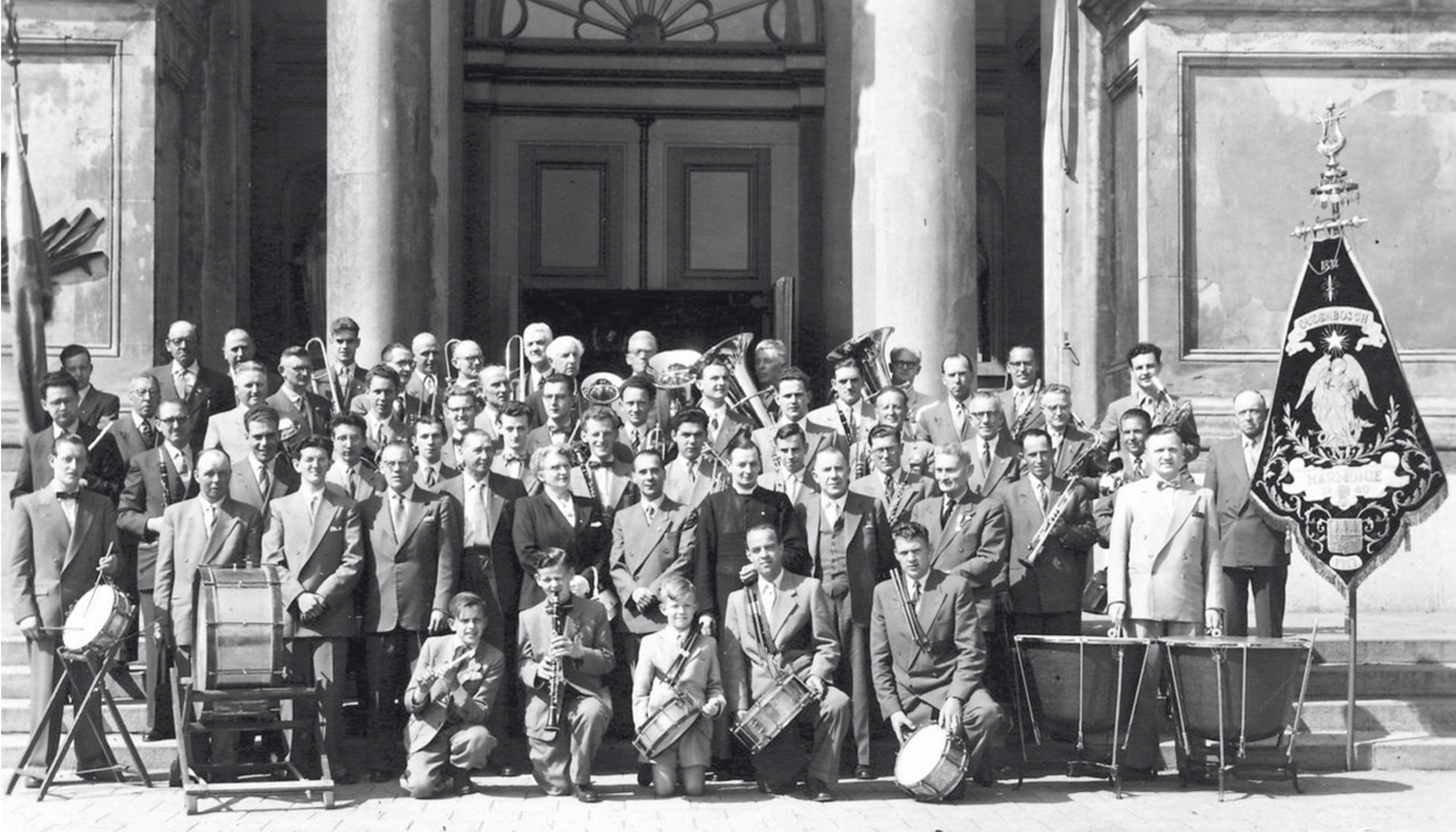
Oudenbossche Harmonie in 1955 poserend voor de Basiliek.

In 1954 moest praktisch het gehele instrumentarium worden vernieuwd. Niet alleen de instrumenten waren versleten, maar de evolutie in de muziekwereld wilde dat overal van de hoge stemming naar de lage stemming werd overgegaan. De harmonie had te weinig middelen om deze kosten te dragen. De gemeenteraad van Oudenbosch zag wel in dat de muziekbeoefening belangrijk was voor de leden en de gemeenschap en besloot tot aankoop van 46 instrumenten met een totale waarde van 12.500 gulden. Ze werden in huurkoop afgestaan aan de Stichting R.K. Oudenbossche Harmonie, zoals het muziekgezelschap als rechtspersoon sinds 12 november 1952 officieel heette.
Met de nieuwe instrumenten nam de harmonie in 1955 deel aan een concours in Prinsenbeek. Zij behaalden met 314½ punt een eerste prijs en promoveerden naar de Ere Afdeling. De Oudenbossche Harmonie ging steeds hogerop en in 1959 promoveerde de harmonie op een federatief concours in Hillegom met een eerste prijs en 313 punten naar de Superieure Afdeling.
In 1964, het jaar waarin de harmonie 130 jaar bestond, werden uniformen aangeschaft. In dat zelfde jaar werd ook het Voorkorps van de Oudenbossche Harmonie opgericht en die begeleidde de harmonie bij hun buitenoptreden zoals ook voor de Tweede Wereldoorlog gebeurde.
Op 18 april 1971 werd deelgenomen aan het KRO-muziekfeest in het Turfschip van Breda. Hier werd een eervolle vierde plaats behaald. Hierna kwam een periode van terugval. Vanwege het teruglopende ledental ging de Oudenbossche Harmonie samenwerken met Harmonie Euterpe uit Zevenbergen. Er werd om de beurt in Zevenbergen en Oudenbosch gerepeteerd onder leiding van dirigent Michiel van Zundert. Tot die tijd was de harmonie een mannenwereld. Met de komst van onder anderen Anita Bracke uit Zevenbergen, die een aantal leerlingen bijles gaf op klarinet, kwamen er allengs nieuwe vrouwelijke leden waardoor het ledental weer steeg.

### 1975 - 2000
In 1976 kwam de harmonie onder leiding van Gerard Jordans, klarinettist bij de Marinierskapel. In 1977 kwam er ook een nieuwe voorzitter: Jean Boulanger. Na een vrijwillige degradatie naar de Afdeling Uitmuntendheid klom de harmonie weer langzaam uit het dal. In 1982 werd het B-orkest (later opleidingsorkest genoemd) opgericht. In 1984 werd het 150-jarig bestaan gevierd, met afsluitend een groots korenconcert. Ook werd er een revue gehouden waarin de 150 jaren geschiedenis werden gespeeld, gezongen en gedanst, georganiseerd door zes verenigingsleden.
In 1985 werd op het bondsconcours in  Dongen een eerste prijs behaald met 309 punten en een promotie naar de Ere Afdeling. Dat jaar mocht ook voorzitter Jean Boulanger uit handen van burgemeester Peter Mangelmans de Koninklijke Erepenning in ontvangst nemen. De harmonie kreeg deze onderscheiding vanwege het 150-jarig bestaan en het functioneren van de harmonie binnen de Oudenbossche gemeenschap en haar hoge muzikale prestaties.
Er kwamen nieuwe uniformen en de oude werden geschonken aan de plaatselijke muziekvereniging van de Poolse stad Międzyrzec Podlaski. Deze werden tijdens een concertreis naar die plaats overgedragen.
Louis Klasen volgt in 1991 Jean Boulanger na 14 jaar voorzitterschap op. Deze laatste wordt vanwege zijn verdiensten benoemd tot ere-voorzitter. Inmiddels was het repetitielokaal "De Roskam" aan de Markt ingewisseld voor een nieuw repetitielokaal: Zaal de Herberg aan de Molenstraat. In 1995 werd na 19 jaar  dirigentschap Gerard Jordans opgevolgd door de in Oudenbosch woonachtige dirigent Jos Körver - die maar kort voor het orkest heeft gestaan. In september 1996 volgde Jurgen Dijksma hem op die in korte tijd het A-orkest (nu harmonieorkest) wist klaar te stomen voor het Bondsconcours in Etten-Leur op 10 november 1996. Daar werd een eerste prijs gewonnen met 297 punten in de Afdeling Uitmuntendheid. In 1998 verhuist de vereniging weer terug naar cultureel centrum Fidei et Arti.

### 2000 - heden
In 2004 trad Koert Dirks aan als dirigent van de harmonie en tevens van het opleidingsorkest. (In 1994 was hij afgestudeerd aan het Koninklijk Conservatorium.) Op 8 februari 2008 overleed erevoorzitter Jean Boulanger op 79-jarige leeftijd; hij was voorzitter van 1977 tot en met 1991. 
In januari 2009 werd het voorkorps c.q. Slagwerkgroep opgeheven bij gebrek aan voldoende leden.
In 2009 vierde de Oudenbossche Harmonie haar 175-jarig bestaan. In dat jaar behaalde de harmonie op het bondsconcours in Etten Leur onder leiding van Koert Dirks een eerste prijs met 82,5 punten. Er werd uitgekomen in de nu zogeheten 3e divisie.
In 2011 werd een blokfluitgroep onder leiding van Monique Huurdemans opgericht om aspirant-muzikanten op te leiden als voorbereiding van het opleidingsorkest.
In 2013 werd de harmonie met zes muzikanten versterkt vanuit het opleidingsorkest. Op 16 september 2013 was er vanwege het 100-jarig jubileum van de Basiliek van de H.H. Agatha en Barbara een pontificale hoogmis waarvoor vele kerkelijke hoogwaardigheidsbekleders waren uitgenodigd zoals kardinaal Peter Turkson, de voorzitter van de Pauselijke raad voor Gerechtigheid en Vrede. Een groot projectkoor voerde samen met de Oudenbossche Harmonie de 'Missa Festare' van Wim Lazeroms uit. Op 19 oktober 2013 speelde de harmonie samen met de Brabantse zanger Gerard van Maasakkers op een happening in de jubilerende Basiliek.
In 2014 nam harmonielid Erica van de Bom de muzikale leiding van het opleidingsorkest op zich. Aangezien het Centrum voor de Kunsten Amadeus is opgeheven, en daarmee ook een centraal aanspreekpunt, neemt de harmonie de volledige scholing van nieuwe leden op zich. In dit jaar verzorgde de harmonie samen met het koor Vox Populi een bevrijdingsconcert in Oudenbosch.
In 2015 werd Junior Huijgen dirigent van het opleidingsorkest en muzikaal leider. In dat jaar werd ook voor het eerst het benefietconcert 'Harmuse' georganiseerd. Een concert waarbij tussen de stukken door amuses worden geserveerd door lokale ondernemingen. Dit concert kwam ten goede van de stichting ALS omdat de vereniging een lid heeft verloren aan ALS. 
Vanaf het schooljaar 2015-2016 organiseert de harmonie samen met professionele muziekdocenten het scholenproject "Windkracht 6". Bedoeld voor alle kinderen in groep 6 op de Oudenbossche basisscholen, laat dit project hun kennismaken met verschillende muziekinstrumenten en het samenspelen van muziek. Dit gebeurt in tien lesuren op school en met een gezamenlijke muzikale afsluitingsavond. Later is dit jaarlijks terugkerende project "Blaasmuziek is Chill" gaan heten.
In 2017 komt het opleidingsorkest onder leiding van Rogier de Pijper. Op 1 juli 2017 heeft de harmonie samen met het Euregio Jeugdorkest en philharmonie zuidnederland een concert gegeven in het Muziekgebouw Frits Philips in Eindhoven. In de aanloop naar dat concert hebben een aantal muzikanten van philharmonie zuidnederland workshops gegeven aan de leden van de Oudenbossche Harmonie. Van dit hele project is een documentaire gemaakt, uitgezonden door Omroep Brabant.
Op 26 november 2017 heeft de Oudenbossche Harmonie meegedaan aan het concertconcours van de Brabantse Bond van Muziekverenigingen in Veldhoven en er een eerste prijs behaald in de derde divisie.
In 2019 verzorgde de Oudenbossche Harmonie wederom het bevrijdingsconcert, nu ter ere van 75 jaar bevrijding.

## Voorkorps / Tamboer en Lyrakorps / Slagwerkgroep

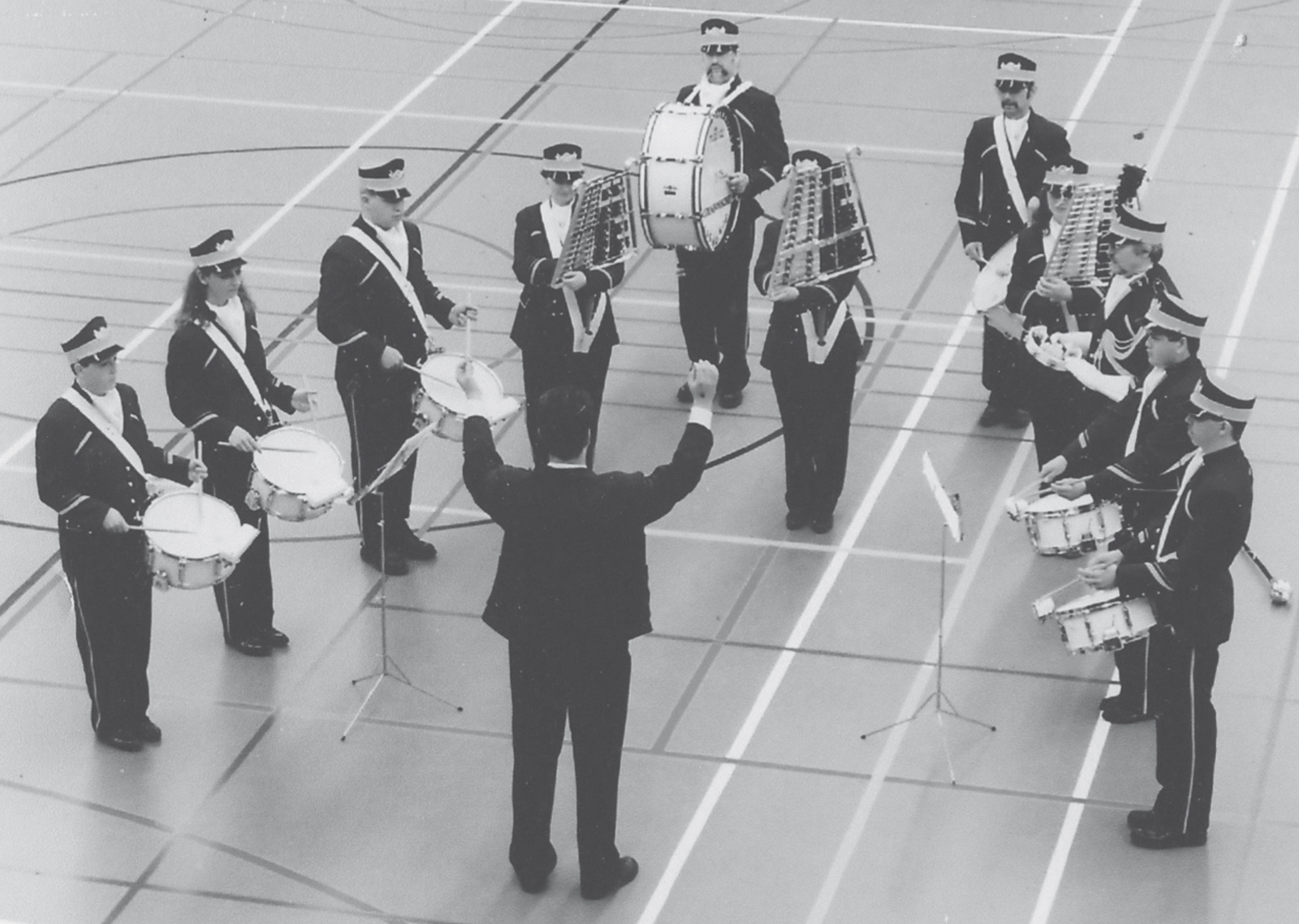
Tamboer- en Lyrakorps Oudenbosch werd in 1996 landskampioen

In 1964 is het Voorkorps van de Oudenbossche Harmonie opgericht. Dit begeleidde de harmonie bij buitenoptredens zoals voor de Tweede Wereldoorlog ook gebeurde. Het Voorkorps groeide uit tot over de dertig leden, en bracht bezoeken aan binnen- en buitenland. Hun instructeur en tambour-maître was Cor Traats en later kregen ze een aparte tambour-maître in de persoon van Jan van Zundert. In 1975 werden nieuwe uniformen en nieuw instrumentarium aangeschaft. Het repetitielokaal was cafézaal De Schuiven aan de Bosschendijk. Later is het korps verhuisd naar café De Korenbeurs aan de Fenkelstraat.
Omdat het Voorkorps steeds vaker en zelfstandiger ging optreden werd begin jaren 80 de naam omgezet naar 'Tamboer en Lyrakorps Oudenbossche Harmonie'. In 1996 promoveerde het korps onder leiding van Marcel Wijngaarden naar de 2e divisie en won het nationaal kampioenschap. Cor Traats en Jan van Zundert namen afscheid van het korps en een aantal instructeurs volgden elkaar in een zestal jaren op, onder anderen Ad Hoendervangers, Leon Linders en Machiel van der Stelt. Ook werd er een ander repetitielokaal gekozen: Zaal de Herberg, waar ook de harmonie repeteerde. De muzikale leiding was in handen van Marcel Wijngaarden en de Tambour-maître was Ruud Ruijtenbeek.
Regelmatig leidde een gering ledenaantal tot zorgen. Zaal de Herberg werd weer verlaten en ingewisseld voor de gymzaal van basisschool de Bukehof; Anne van Loon werd de instructrice. Evenals de harmonie verhuisde ook het Tamboer- en Lyrakorps naar Fidei et Arti voor hun repetities.
Vanaf 1997 is Corné Pas enige tijd instructeur. Het korps kreeg daarna de naam 'Slagwerkgroep van de Oudenbossche Harmonie' en Willy van Maasakkers (oud-slagwerker van de Marinierskapel der Koninklijke Marine) werd instructeur. Op het winterconcert in 2000 telt het korps nog maar 8 leden. In januari 2009 wordt de Slagwerkgroep opgeheven vanwege een sinds jaren te klein ledenaantal.

## Club van 100

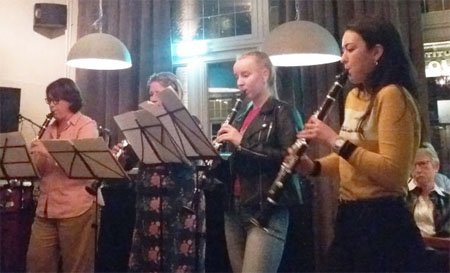
Gelegenheidskwartet op de achtste Kroonavond, op 29 november 2019. De Club van 100 schonk de harmonie vier nieuwe klarinetten.

In 1991 is de begunstigersclub de Club van 100 opgericht om jaarlijks een bedrag bijeen te brengen voor het bekostigen van instrumentarium en uniformen. In 2000 werd een sponsoravond georganiseerd in Hotel Restaurant Tivoli waarna het aantal begunstigers steeg van 50 naar 62. In de jaren erna, tot en met 2008, werd dit een jaarlijks terugkerend evenement met wijnpresentatie van een Beaujolais Primeur. De Club van 100 organiseerde verder evenementen zoals de Tivoli Tuinfeesten (2001, 2002, en 2004), een Griekse avond met dans (2010), en De Kroonavonden met een walking dinner (vanaf 2011). De Club van 100 telt anno 2020 zo'n 100 begunstigers. Naast de aanschaf van instrumenten werd van de opbrengsten ook de uit het begin van vorige eeuw daterende verenigingsvaandel gerestaureerd en een aanhangwagen aangeschaft voor het vervoer van grote slaginstrumenten.

## Dirigenten
- 1834 - ??? A. Mouw (Eendracht) [19]
- (<1858?) - 1904 François de Nijs (Eendracht) [20]
- 1904 - 1909 Jos. van Aken (Eendracht) [21]
- 1909 - 1918 J.van Sevenbergen (Eendracht)
- 1918 - 1940 J.M. van den Berghe (Eendracht) [22]
- 1918 - 1922 Br.Justinus van Meel (Philocalia)
- 1922 - 1936 A.A.Groot (Philocalia) [23]
- 1936 - 1944 Janus Somers (Philocalia + Oudenbossche Harmonie) [24]
- 1944 - 1945 Anton Koene
- 1945 - 1949 Cornelis Peels
- 1949 - 1971(>?) Ad van de Berghe
- ???? - 1976 Michiel van Zundert (Oudenbossche Harmonie + Euterpe)
- 1976 - 1995 Gerard Jordans
- 1995 - 1996 Jos Körver
- 1996 - 2004 Jurgen Dijksma
- 2004 - heden Koert Dirks

## Voorzitters
- (<1885?) - 1904 François de Nijs (Eendracht)
- 1904 - 1924 Peeters (Eendracht)[25]
- 1925 - 1929 Akkermans (Eendracht)
- 1928 - 1949 Alphons van der Bom (Philocalia [26] - na 1941 voorzitter Oudenbossche Harmonie[27])
- 1929 - 1941 Ant. Keij (Eendracht [28] - 1941-1945 vice-voorzitter van Oudenbossche Harmonie)
- 1949 - ???? Jan Karremans
- ???? - 1977 Christ van Elzakker
- 1977 - 1991 Jean Boulanger
- 1991 - 1995 Louis Klasen
- 1995 - 1998 Dion de Bruijn
- 1998 - 2002 Peter Dirven
- 2002 - 2008 Piet Augustus
- 2008 - 2009 wnd Sonja Vervaart
- 2009 - 2011 Frans Melcher de Leeuw
- 2011 - 2012 wnd Ton Kockx
- 2012 - 2013 Ton Kockx
- 2013 - 2014 wnd Marcellino Otten
- 2014 - 2017 Toon van Dijck
- 2017 - 2018 wnd Marcellino Otten
- 2018 - 2020 Simone Dirven
- 2020 - heden wnd Marjon Honkoop